# Saint-Christophe-le-Jajolet
Saint-Christophe-le-Jajolet era una comuna francesa situada en el departamento de Orne, de la región de Normandía, que el 1 de enero de 2015 pasó a ser una comuna delegada de la comuna nueva de Boischampré al fusionarse con las comunas de Marcei, Saint-Loyer-des-Champs y Vrigny.

## Demografía
| Gráfica de evolución demográfica de Saint-Christophe-le-Jajolet entre 1800 y 2014 |
|                                                                                   |

Los datos demográficos contemplados en este gráfico de la comuna de Saint-Christophe-le-Jajolet se han cogido de 1800 a 1999 de la página francesa EHESS/Cassini, y los demás datos de la página del INSEE.